# Станиславівська українська гімназія
Станиславівська українська гімназія — державна українська гімназія в Станиславові (тепер Івано-Франківськ), яка діяла у 1905–1939 роках.

## Історія
У 1905 році на вимогу української громадськості австрійський уряд дав згоду на відкриття української гімназії у Станиславові.
Спочатку для потреб гімназії орендували приміщення на теперішній вулиці Січових Стрільців, 26 (тоді Яна ІІІ Собеського). З 1908 року гімназія розміщувалася на вул. Липовій.
Першим та довголітнім її директором був призначений Микола Сабат (1867–1930), на посаді директора: 1905–1919 та 1923–1927. Його ім'ям названа вулиця міста.
Десятки випускників гімназії стали провідниками ОУН і УПА. Станиславівська українська гімназія була закрита радянською владою у 1939 р., перетворена в середню школу. У роки німецької окупації гімназія була відроджена в іншому приміщенні на Сапіжинській — нинішньому стоматологічному корпусі медуніверситету на вул. Незалежності.

## Викладачі
В гімназії викладали:
- Володимир Бриґідер (1889—1952) — вчитель природничих наук, біолог і зоолог, пізніше професор Львівського університету.
- Никифор Даниш (1877—1954) — перший керівник Бучацької повітової філії «Просвіти»[2].
- Василь Коцький  (1879—1927) — вчитель рисунків.
- Дмитро Ліськевич (1883—1974) — вчитель української мови.
- Осип Сорохтей (1890—1941) — художник, колишній офіцер у лавах Українських січових стрільців, учитель малювання в 1920-х —1930-х рр.
- о. Іван Фіґоль (1881—1933) — вчитель катехизму.

## Студенти
У гімназії навчались:

Меморіальна дошка Степану Ленкавському

Меморіальна дошка Михайлу Дяченку

Меморіальна дошка Олексі Гірнику

- Роман Андрухович (1915—1997) — письменник, громадський діяч;
- Тарас Антонович (1908—1986) — юрист, український громадський діяч, член-кореспондент НТШ.
- Лев Василик (1921—2002) — фармацевт, громадський діяч;
- Олекса Гірник (1912—1978) — дисидент. 21 січня 1978 році вчинив самоспалення на Тарасовій горі поблизу могили Тараса Шевченка у Каневі на знак протесту проти русифікації;
- Михайло Дяченко (1910—1952) — член Української головної визвольної ради (УГВР), пропагандист ОУН та УПА, поет і публіцист;
- Іван Жибак (1926—2010) — культурно-освітній діяч;
- Михайло Зорій (1908—1995) — художник;
- Дмитро-Роман Клячківський (1911—1945) — полковник УПА, Головний командир УПА;
- Михайло Колодзінський (1902—1939) — визначний діяч УВО та ОУН, начальник Генерального штабу Карпатської Січі (19.01.1939—19.03.1939), Верховний Командант Збройних Сил Карпатської України (16-19.03.1939), полковник;
- Орест Корчак-Городиський (1918—2014) — український науковець, політичний і громадський діяч;
- Анатолій Кос-Анатольський (1909—1983) — композитор, навчався протягом 1919—1927 рр.;
- Степан Ленкавський (1904—1977) — український політичний діяч, один із ідеологів Організації українських націоналістів;
- Тарас-Мирослав Ліськевич (1912—1974) — спортивний та громадський діяч, журналіст, пластун;
- Олександр Луцький (1910—1946) — організатор і командир Української народної самооборони (УНС) в Галичині, пізніше реформованої в УПА;
- Теодор Мартинець (1893—1940) — сотник УГА, правник, культурно-громадський діяч, меценат;
- Роман Смик (1918—2007) — лікар, громадський і культурний діяч, меценат;
- Григорій Смольський (1893—1985) — художник;
- Петро Триняк (1915—1945) — командир сотні УПА;
- Едвард Урсакі (1915—2000) — спортсмен, вояк дивізії «Галичина»;
- Святомир Фостун (1924—2004) — письменник;
- Богдан Цимбалістий (1919—1991) — громадсько-політичний і культурний діяч, публіцист, психолог, філософ;
- Михайло Ярчук (1921—1952) — Чортківський Надрайонний провідник ОУН.

На фасаді будівлі колишньої гімназії, що на вулиці Шевченка, 44, встановлені меморіальні таблиці С. Ленкавському, О. Гірнику та М. Дяченку.

## Відновлення гімназії
1992 року було створено Українську гімназію № 1 Івано-Франківська, яка вважається наступницею Станіславської гімназії.

## Зображення
Панорами «Яндекс. Карти» Панорами вулиць Івано-Франківська
- Орендована до 1908 р. будівля гімназії (вул. Січових Стрільців, 26)
- Будівля гімназії (вул. Шевченка, 44)